# Bud Spencer
Bud Spencer (pravo ime Carlo Pedersoli), italijanski igralec, profesionalni plavalec in vaterpolist, * 31. oktober 1929, Neapelj, Italija, † 27. junij 2016, Rim.
S svojim dolgoletnim filmskim partnerjem Terenceom Hillom je bil znan zlasti po vlogah v akcijskih komedijah in špageti vesternih. Par je postal svetovno znan in na predstave njunih filmov pritegnil milijone gledalcev.   Spencer in Hill sta skupaj nastopila, producirala in režirala več kot 20 filmov. Čeprav je po tem manj znan, je pisal (večinoma, a ne samo besedila tudi za druge izvajalce) in sam izvajal (en album in več singlov) tudi glasbo.
Bud Spencer je bil v mladosti uspešen športnik, zlasti plavalec in vaterpolist - vir Gruppo Sportivo Fiamme Oro in vse življenje ljubil vse dejavnosti na in v vodi. Diplomiral je iz prava in registriral več patentov. Spencer je postal tudi pilot za letala, tudi z dovoljenjem za letenje za komercialne letalske družbe, ter za helikopterja. Podpiral in financiral je številne dobrodelne organizacije za otroke, tudi Spencerjev štipendijski sklad.

## Otroštvo in rod
Carlo Pedersoli se je rodil v stari neapeljski mestni četrti Santa Lucia, v premožni družini Neapeljčana Alessandra Pedersolija, po rodu iz Darfo Boario Terme v provinci Brescia, in Rose Facchetti iz Chiarija v Lombardiji, kot je pogosto rad povedal, v isti stavbi kot leto starejši znani pisatelj in filozof Luciano De Crescenzo, s katerim je l. 1935 skupaj začel hoditi v šolo in ki je bil tudi od otroštva njegov prijatelj.
Že v otroštvu se je ukvarjal z več športi. Leta 1940Predloga:Sklic se je družina zaradi očetovega dela preselila v Rim, kjer je obiskoval gimnazijo in se včlanil v plavalni klub, ter že na prvih tekmah osvojil nekaj nagrad. Gimnazijo je končal pred sedemnajstim rojstnim dnevom z najvišjo oceno in se vpisal na univerzo Sapienza v Rimu, kjer je študiral kemijo. Leta 1947 se je družina preselila v Južno Ameriko, zaradi česar je Pedersoli prekinil študij kemije. Od 1947 do 1949 je med drugim delal na italijanskem konzulatu v Recifeju v Braziliji, kjer se je naučil tekoče govoriti portugalsko.

## Plavalna in vaterpolska kariera
Ko se je Pedersoli vrnil v Italijo leta 1949, je v Rimu igral vaterpolo za Società Sportiva Lazio Nuoto in osvojil italijansko prvenstvo v plavanju v prostem slogu in mešanih štafetah. Kot profesionalni plavalec v mladosti je Spencer kot prvi Italijan preplaval 100 m prosto v manj kot eni minuti, ko je 19. septembra 1950 v Salsomaggioru preplaval razdaljo v 59,5 s. Leta 1949 je debitiral na mednarodni ravni, leto pozneje pa je bil poklican na evropsko prvenstvo na Dunaju, kjer je plaval v dveh finalih, pri čemer je bil peti na 100 m in četrti v štafeti 4 × 200 m.
Na sredozemskih igrah leta 1951 v Aleksandriji (Egipt) je osvojil srebrni medalji na  100 m prosto in v štafeti 3x 100 m mešano. Pedersoli je sodeloval na poletnih olimpijskih igrah 1952 v Helsinkih na Finskem in dosegel polfinale na 100 m prosto (58,8 s kroge, 58,9 s polfinale). Štiri leta pozneje se je v Melbournu uvrstil tudi v polfinale v isti kategoriji (58,5 s vožnja, 59,0 s polfinale).
Kot vaterpolist je osvojil italijansko prvenstvo leta 1954 s S.S. Laziom in zlato medaljo na sredozemskih igrah 1955 v Barceloni z italijansko reprezentanco. Njegova plavalna kariera se je nenadoma končala leta 1957.
17. januarja 2005 mu je Italijanska plavalna zveza podelila priznanje Caimano d'oro (zlati kajman). 24. januarja 2007 je od predsednika italijanske plavalne zveze Paola Barellija prejel diplomo trenerja plavanja in vaterpola.

## Igralska kariera
Pedersolijeva prva filmska vloga je bila v Quel fantasma di mio marito, italijanski kratki komediji, ki je izšla leta 1950. Leta 1951 je igral člana pretorske garde v Quo vadis (1951), epskem filmu, , ki ga je v Italiji za MGM posnel in režiral Mervyn LeRoy. V petdesetih in zgodnjih šestdesetih letih dvajsetega stoletja je Spencer še pod imenom Carlo Pedersoli igral manjše vloge v italijanščini, vključno z filmom Maria Monicellija Heroj našega časa z Albertom Sordijem in vojnim filmom Človeška torpeda iz leta 1954 z Rafom Valloneom.
Leta 1960, po poletnih olimpijskih igrah, se je Pedersoli poročil z Mario Amato, hčerko italijanskega filmskega producenta Giuseppeja Amata. Podpisal je pogodbo z RCA Records za pisanje besedil za pevce, kot sta Ornella Vanoni in Nico Fidenco, ter zvočnih posnetkov. V naslednjih letih se mu je rodil sin Giuseppe (1961), sledila mu je Cristiana (1962), pogodba z RCA mu je potekla in umrl je tast (1964). Pedersoli je postal producent dokumentarnih filmov za nacionalno javno radiotelevizijsko družbo RAI.

### Sodelovanje s Terenceom Hillom
Leta 1967 mu je filmski režiser Giuseppe Colizzi ponudil vlogo v filmu Bog odpušča ... jaz ne!. Na snemanju je Pedersoli spoznal Maria Girottija (Terence Hill). Čeprav je Pedersoli Girottija že srečal na snemanju filma Hannibal leta 1959, je bil to trenutek, ko sta postala filmski duo. Režiser je igralca prosil, naj spremenita imeni, in menil, da bi njini zveneli preveč italijansko za vestern: Pedersoli je izbral Buda Spencerja: Buda je navdihnilo pivo Budweiser, Spencerja pa igralec Spencer Tracy.
Medtem ko so bili Hillovi liki okretni in mladostni, je Spencer vedno igral »flegmatičnega silaka zlovoljnega videza, močnih pesti in z blaženim otroško naivnim smehljajem ter zlatim srcem«. Na splošno sta Hill in Spencer sodelovala pri 18 filmih, vključno z (z uporabo svojih najpogostejših ameriških naslovov) špageti vestern Kličejo me Trinity (1970) in njegovim nadaljevanjem Trinity je še vedno moje ime (1971). V tem žanru je bila tudi njihova zadnja ekipa, Božični sod (1994).
Mnogi od teh imajo alternativne naslove, odvisno od države in distributerja. Nekateri imajo daljše italijanske različice, ki so bile prirejene za izdajo v tujini. Ti filmi so bili priljubljeni za oba igralca, zlasti v večjem delu Evrope ter delih Azije in Južne Amerike. Zaradi velike priljubljenosti dua so mnogi producenti želeli izkoristiti njihovo podobnost z vizualno podobnimi dui. Najpomembnejša sta bila Paul L. Smith (v kasnejših letih prevzeto ime Adam Eden, včasih pripisan Anam Eden) in Michael Coby (pravo ime Antonio Cantafora) z vsaj 6 filmi v modi Bud & Terence od 1973 do 1977 in István Bujtor s 6 filmi v modi Piedone od 1981 do 2008.
V italijanskih različicah njegovih filmov je Spencerja zaradi njegovega močnega neapeljskega naglasa na splošno sinhroniziral igralec Glauco Onorato, čeprav mu je glas posnel Sergio Fiorentini v Božični sod, To the Limit (1997) in Extralarge seriji (1991–93). Za angleške sinhronizacije so Spencerju običajno glasove dali Robert Sommer, Edward Mannix ali Richard McNamara, čeprav je občasno prispeval svoj glas.
Spencer je napisal celoten ali delni scenarij za nekatere svoje filme. Njegova celovečerna filmska kariera se je po letu 1983 upočasnila in se bolj preusmerila na televizijo. V devetdesetih letih je igral v televizijski akcijski drami Extralarge. Njegova avtobiografija je izšla leta 2011. Poleg tega je Spencer izdal tudi knjigo receptov, ki vključuje njegove najljubše jedi.

## Politična kariera
Leta 2005 je vstopil v politiko, kjer je neuspešno kandidiral kot regionalni svetnik v Lacij za stranko Forza Italia. Spencer je izjavil: "V življenju sem naredil vse. Samo tri stvari nisem bil - baletni plesalec, jokej in politik. Glede na to, da prvi dve službi ne prideta v poštev, se bom vrgel v politiko." Opozicija ga je kritizirala, da se ukvarja s »politica spettacolo« (»showbiz politika«).

## Osebno življenje
Spencer se je leta 1960 poročil z Mario Amato, s katero sta imela tri otroke: Giuseppeja (1961), Cristiano (1962) in Diamante (1972). Po nastopu v Močnejši, fantje!, je Spencer postal pilot reaktivnega letala in helikopterja. Leta 1984 je ustanovil letalsko poštno podjetje Mistral Air, ki prevaža tudi romarje, vendar ga je pozneje prodal Poste Italiane. Spencerjev vnuk, Carlo Pedersoli, Jr., je borec v mešanih borilnih veščinah, ki je trenutno podpisal pogodbo za nastope v Ultimate Fighting Championship.

### Smrt
Spencer je umrl v starosti 86 let 27. junija 2016 v Rimu. Spencerjev sin Giuseppe Pedersoli je izjavil, da je njegov oče »umrl brez bolečin v prisotnosti svoje družine«, njegova zadnja beseda pa je bila »grazie«. Pokopan je bil na pokopališču Campo Verano v Rimu.

### Zapuščina
Spencer je leta 2018 posthumno prejel ameriško nagrado od fundacije Italija-ZDA.
Na Madžarskem, kjer so bili njegovi filmi v času komunističnega režima zelo priljubljeni, so 11. novembra 2017 v središču Budimpešte odkrili bronasti kip Spencerja, ki je bil večji od naravne velikosti. Kip je ustvaril kipar Szandra Tasnádi, na otvoritvi pa je bila prisotna Spencerjeva hči Cristiana. Na podstavku kipa je napis »Mi sohasem veszekedtünk« (»Nikoli se nismo kregali«), ki je citat iz pohvale Terencea Hilla o njunem dolgoletnem prijateljstvu in partnerstvu.
Videoigro Beat 'em up z naslovom Bud Spencer & Terence Hill: Slaps and Beans, ki temelji na kinematografskem delu Spencerja in Hilla, je razvilo italijansko podjetje Trinity Team srls, leta 2018 pa ga je prvič objavilo nemško podjetje Buddy Productions GmbH.
Leta 2021 se je v Berlinu odprl muzej Buda Spencerja.

## Filmografija

### Kino

#### Kot Carlo Pedersoli
- Ta duh mojega moža (1950) - brez kredita
- Quo Vadis (1951) - brez kredita
- Človeški torpedi (1954)
- Junak našega časa (1955)
- Zbogom orožje (1957) - brez kredita
- Mamin kokos (1958)
- Hannibal (1959)

#### Kot Bud Spencer
- Bog odpušča ... jaz ne! (1967)
- Danes meni ... jutri tebi (1968)
- Mimo zakona (1968)
- Štiri Ave Maria (1968)
- Vojska 5 mož (1969)
- Hrib škornjev (1969)
- Gott mit uns (Bog je z nami) (1970)
- Kličejo me Trinity (1970)
- Črni korsar (1971)
- Trinity je še vedno moje ime (1971)
- 4 sive žametne muhe (1971)
- Lahko se naredi ... amigo (1972)
- Črno Torino (1972)
- ...Močnejši, fantje! (1972)
- En razlog za življenje in en razlog za smrt (1972)
- Tudi angeli jedo fižol (1973)
- Bigfoot policaj (1973)
- ...sicer se jezimo! (1974)
- Obrni drugo lice (1974)
- Bigfoot v Hong Kongu (1975)
- Vojak sreče (1976)
- Charleston (1977)
- Dve skoraj ploski super nogi (1977)
- Afriški Bigfoot (1978)
- Imenovali so ga Buldožer (1978)
- Sodo in nenavadno (1978)
- Nezemeljski šerif (1979)
- Jaz sem s povodnimi konji (1979)
- Bigfoot Egipta (1980)
- Kdo ve zakaj ... vse se mi zgodijo (1980)
- Pazi na pero (1981)
- Tko najde prijatelja, najde bogatstvo (1981)
- Banana Joe (1982)
- Bomber (1982)
- Pes in mačka (1983)
- Rojen s srajco (1983)
- Ni dveh brez štirih (1984)
- Policajci iz Mijamije (1985)
- Aladdin (1986)
- Ena noga v nebesih (1991)
- Božični sod (1994)
- Ognjemet (1997)
- To the Limit (1997)
- Sinovi vetra (2000)
- Petje za zasloni (2003)
- Dragi, jaz sem morilec (2009)

### Televizija
- Big Man - TV serija, 6 epizod (1988)
- Extralarge - TV serija, 12 epizod (1991-1993)
- Mi smo angeli - TV serija, 6 epizod (1997)
- Tri za vedno - TV miniserija, 8 epizod (1998)
- Oče Hope - TV film (2005)
- Kruh in olje, režija Gianpaolo Sodano - TV srednjemetražni film (2008)
- Kuharjevi zločini - TV serija, 11 epizod (2010)

### Videoklip
- Come Bud Spencer e Terence Hill iz Controtempo (2010)
- Let It Be od Gyllene Tider

### Reklame
- Maa Assicurazioni (1986-1987)
- Big Babol (1989)
- Lavazza (1994)
- Melegatti (2007)
- Bancaja (2009)